# Таранаки (регион)

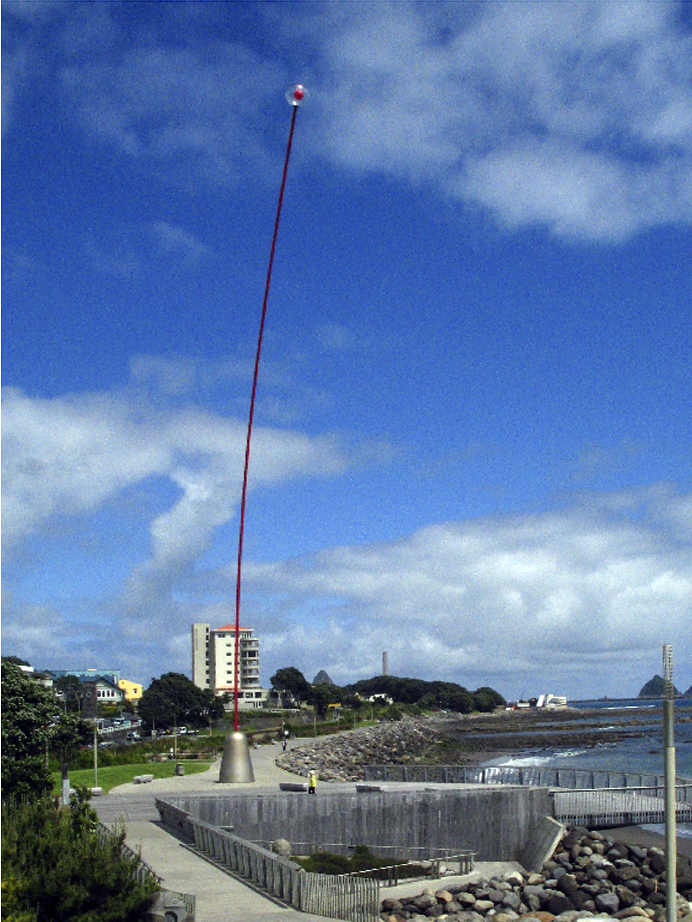
Wind Wand в центре набережной Нью-Плимута

Таранаки (англ. Taranaki) — один из регионов Новой Зеландии. Расположен в западной части Северного острова. Крупнейший город — Нью-Плимут. Регион состоит из 3 округов: Нью-Плимут, Округ Стрэтфорд и Южное Таранаки.